# Morris Titanic
Morris Steven Titanic (* 7. Januar 1953 in Toronto, Ontario) ist ein ehemaliger kanadischer Eishockeyspieler ukrainischer Herkunft, der im Verlauf seiner aktiven Karriere zwischen 1970 und 1980 unter anderem 19 Spiele für die Buffalo Sabres in der National Hockey League auf der Position des linken Flügelstürmers bestritten hat. Den Großteil seiner Karriere verbrachte er allerdings in der American Hockey League.

## Karriere
Titanic, der als Sohn ukrainischer Immigranten im kanadischen Toronto in der Provinz Ontario zur Welt kam, verbrachte eine überaus erfolgreiche Juniorenzeit. Zunächst zwei Jahre lang zwischen 1970 und 1972 bei den Niagara Falls Flyers in der Ontario Hockey Association, und nach deren Umsiedlung im Sommer 1972 ein Jahr lang bei den Sudbury Wolves in derselben Liga. Dort beeindruckte der Flügelstürmer in seinem letzten Juniorenjahr mit 121 Scorerpunkten in 63 Einsätzen – darunter befanden sich 61 Tore. Aufgrund seiner Leistungen wurde Titanic im NHL Amateur Draft 1973 bereits in der ersten Runde an zwölfter Gesamtposition von den Buffalo Sabres aus der National Hockey League ausgewählt. Darüber hinaus wurde er von den Nordiques de Québec aus der mit der NHL konkurrierenden World Hockey Association im WHA Amateur Draft 1973 in der zweiten Runde an 17. Position gezogen.
Der Stürmer entschied sich daraufhin einen Vertrag bei den Buffalo Sabres zu unterzeichnen und kam im Verlauf der Saison 1973/74 ausschließlich für deren Farmteam, die Cincinnati Swords, in der American Hockey League zum Einsatz. Mit Beginn der folgenden Spielzeit stand Titanic im Kader des neuen Kooperationspartners Hershey Bears – ebenfalls in der AHL – auf dem Eis. Im Verlauf der Saison 1974/75 feierte der Angreifer auch sein Debüt in der NHL und bestritt 17 Einsätze. Im Verlauf dieses Spieljahres stellten sich erstmals starke Rückenprobleme bei dem Stürmer ein, sodass er in der Saison 1975/76 viele Spiele verpasste und das folgende Jahr nach einer nötigen Operation komplett aussetzte. Aufgrund dessen kamen im weiteren Verlauf seiner Karriere nur zwei weitere NHL-Einsätze hinzu.
Zur Spielzeit 1977/78 kehrte Titanic ins Aufgebot der Hershey Bears zurück und konnte mit 30 Scorerpunkten überzeugen. Im darauf folgenden Jahr fand der Offensivspieler in den Milwaukee Admirals aus der International Hockey League einen neuen Arbeitgeber. Anschließend kehrte er in die AHL zurück und lief in seiner letzten Profisaison für die Rochester Americans auf, ehe er seine aktive Karriere im Alter von 27 Jahren für beendet erklärte.

## Erfolge und Auszeichnungen
- 1973 OHA First All-Star Team

## Karrierestatistik
(Legende zur Spielerstatistik: Sp oder GP = absolvierte Spiele; T oder G = erzielte Tore; V oder A = erzielte Assists; Pkt oder Pts = erzielte Scorerpunkte; SM oder PIM = erhaltene Strafminuten; +/− = Plus/Minus-Bilanz; PP = erzielte Überzahltore; SH = erzielte Unterzahltore; GW = erzielte Siegtore; 1 Play-downs/Relegation; Kursiv: Statistik nicht vollständig)